# 瓦茨拉夫·诺伊曼
瓦茨拉夫·诺伊曼（捷克語：Václav Neumann，1920年9月29日—1995年9月2日），捷克指挥家、小提琴家、中提琴手和歌剧导演，曾长期担任捷克爱乐乐团的首席指挥（1968-1990，1992-1993）。诺伊曼擅长指挥马勒，以及雅纳切克、德沃夏克、马尔蒂努和斯美塔那等捷克作曲家的音乐。

## 生平
诺伊曼出生于布拉格，于1940－1945年在布拉格音乐学院学习小提琴和中提琴，并师从瓦茨拉夫·塔利奇学习指挥。在校期间作为斯美塔那四重奏的联合创始人，曾先后担任第一小提琴（1943-1945）和中提琴（1945-1947）。1945年9月1日，加入捷克爱乐乐团，任中提琴演奏员。
1948年3月7日，诺伊曼代替生病的拉法埃尔·库贝利克，第一次指挥捷克爱乐乐团。之后成为该乐团的代理常任指挥，直到1950年。1950－1954年，担任卡罗维发利交响乐团（Karlovy Vary Symphony Orchestra）的首席指挥。1954年成为布尔诺交响乐团（Brno Symphony Orchestra）的首席指挥。1956－1963年，任布拉格交响乐团的首席指挥，并于1964年结束的那个乐季任布拉格爱乐乐团首席指挥。
受柏林喜歌剧院的导演沃尔特·费尔森斯坦之邀，诺伊曼于1956年5月30日在柏林喜歌剧院演出雅纳切克的著名作品《狡猾的小狐狸》。这是他的第一次国际上的成功，他带着这部作品前往巴黎和魏斯巴登，三个城市之间共进行了215场演出。之后他在柏林喜歌剧院担任了8年指挥（1956－1964年）。1964年，他离开柏林，任莱比锡布商大厦管弦乐团的指挥和莱比锡歌剧院的音乐总监直到1967年。1968－1990年，诺伊曼担任捷克爱乐乐团的首席指挥，并在1992－1993年再次担任。在1970－1973年间，他还兼任斯图加特歌剧院的音乐总监。
诺伊曼在布拉格表演艺术学院教授指挥，他的学生包括奥利弗·冯·多纳尼和维捷兹拉夫·波德拉齐尔。

## 获奖与荣誉
- 1977年，捷克斯洛伐克国家艺术家（捷克語：Seznam československých národních umělců）
- 1991年，托马斯·加里格·马萨里克勋章
- 德意志民主共和国国家奖